# Robert Wolders
Robert Wolders (Rotterdam, 28 settembre 1936 – Malibù, 12 luglio 2018) è stato un attore olandese.

## Biografia
Interpretò il ruolo di Erik Hunter nella seconda stagione della serie televisiva Laredo e fu interprete in vari episodi di diverse serie di successo della tv statunitense. Morì il 12 luglio 2018, all'età di 81 anni.

## Vita privata
Nel 1975 sposò l'attrice Merle Oberon, la quale morì nel 1979. Pochi anni dopo, Wolders divenne il compagno dell'attrice Audrey Hepburn, con la quale rimase fino alla morte di lei, avvenuta nel 1993. In seguito ebbe una relazione con Shirlee Mae Adams, ultima moglie e vedova di Henry Fonda.

## Filmografia

### Cinema
- Giulietta degli spiriti, non accreditato, regia di Federico Fellini (1965)
- Beau Geste, regia di Douglas Heyes (1966)
- Tobruk, regia di Arthur Hiller (1967)
- Kemek, regia di Theodore Gershuny (1970)
- Attacco a Rommel (Raid on Rommel), non accreditato, regia di Henry Hathaway (1971)
- Interval, regia di Daniel Mann (1973)

### Televisione
- Flipper - serie TV, 1 episodio (1965)
- I giorni di Bryan (Run for Your Life) - serie TV, 1 episodio (1966)
- The John Forsythe Show - serie TV, 1 episodio (1966)
- Laredo - serie TV, 26 episodi (1966-1967)
- Daniel Boone - serie TV, 1 episodio (1967)
- Organizzazione U.N.C.L.E. (The Man from U.N.C.L.E.) - serie TV, 1 episodio (1967)
- Reporter alla ribalta (The Name of the Game) - serie TV, 1 episodio (1968)
- F.B.I. (The F.B.I.) - serie TV, 1 episodio (1969)
- Dan August - serie TV, 1 episodio (1970)
- Vita da strega (Bewitched) - serie TV, 1 episodio (1970)
- Banacek - serie TV, 1 episodio (1974)
- Mary Tyler Moore Show (Mary Tyler Moore) - serie TV, 1 episodio (1974)
- McMillan e signora (McMillan & Wife) - serie TV, 1 episodio (1974)
- The Legendary Curse of the Hope Diamond, regia di Delbert Mann - film TV (1975)